# Южно-Подольск
Южно-Подольск — село в Черлакском районе Омской области России. Административный центр Южно-Подольского сельского поселения.

## История
Основано в 1906 году выходцами из деревни Подольск Горьковского района Омской области. В 1928 г. деревня Южно-Подольская состояла из 140 хозяйств, основное население — украинцы. Центр Южно-Подольского сельсовета Крестинского района Омского округа Сибирского края.
В соответствии с Законом Омской области от 30 июля 2004 года № 548-ОЗ «О границах и статусе муниципальных образований Омской области» село возглавило муниципальное образование «Южно-Подольское сельское поселение».

## География
Находится на юге-востоке региона, в пределах Курумбельской степи, являющейся частью Чебаклы-Суминской впадины.

## Население
| 2010 |
| ---- |
| 1008 |

Гендерный состав
По данным Всероссийской переписи населения 2010 года в гендерной структуре населения из 1008 человек мужчин — 464, женщин — 544 (46,0 и 54,0 % соответственно).
Национальный состав
В 1928 г. основное население — украинцы.
Согласно результатам переписи 2002 года, в национальной структуре населения русские составляли 81 % от общей численности населения в 1256 чел..